# Srbice (ort i Tjeckien, Plzeň)
Srbice är en ort i Tjeckien.   Den ligger i regionen Plzeň, i den västra delen av landet, 110 km sydväst om huvudstaden Prag. Srbice ligger 431 meter över havet och antalet invånare är 390.
Terrängen runt Srbice är platt norrut, men söderut är den kuperad. Runt Srbice är det ganska glesbefolkat, med 22 invånare per kvadratkilometer. Närmaste större samhälle är Klatovy, 17,8 km sydost om Srbice. Omgivningarna runt Srbice är en mosaik av jordbruksmark och naturlig växtlighet.